# Hetzerath
Hetzerath är en kommun och ort i Landkreis Bernkastel-Wittlich i Rheinland-Pfalz, Tyskland. Motorvägen A1 passerar förbi orten. Omkring fem kilometer ifrån kommunen flyter floden Mosel fram.
Kommunen ingår i kommunalförbundet Verbandsgemeinde Wittlich-Land tillsammans med ytterligare 44 kommuner.